# Forcipomyia dirus
Forcipomyia dirus är en tvåvingeart som först beskrevs av Liu, Yan och Liu 1996.  Forcipomyia dirus ingår i släktet Forcipomyia och familjen svidknott. Inga underarter finns listade i Catalogue of Life.